# Chroococcales
Chroococcales je řád sinic, zahrnující jednobuněčné zástupce žijící samostatně či v koloniích. Molekulárně biologické studie naznačují, že se jedná o polyfyletickou skupinu. Dnes se do Chroococcales řadí i prochlorofyty, dříve považované za samostatnou skupinu kvůli svým některých unikátním vlastnostem, a někdy i primitivní rod Gloeobacter.

## Popis
Chroococcales mají kulovité, elipsoidní či vejčité buňky. Rozmnožují se často klasickým buněčným dělením, a to nejčastěji v jedné či dvou rovinách, ale vzácně i ve třech. K dalších typům rozmnožování patří vznik exocytů a beocytů.

## Klasifikace
Může být členěn na několik čeledí:
- Chroococcaceae Rabenhorst, 1863
- Clastidiaceae
- Dermocarpellaceae T. Christensen, 1978
- Entophysalidaceae Geitler, 1925
- Gloeobacteraceae
- Hydrococcaceae
- Hyellaceae Borzí, 1914
- Microcystaceae Elenkin, 1933
- Prochloraceae R.A. Lewin, 1977
- Xenococcaceae Ercegović, 1932